# Schnabelnelke

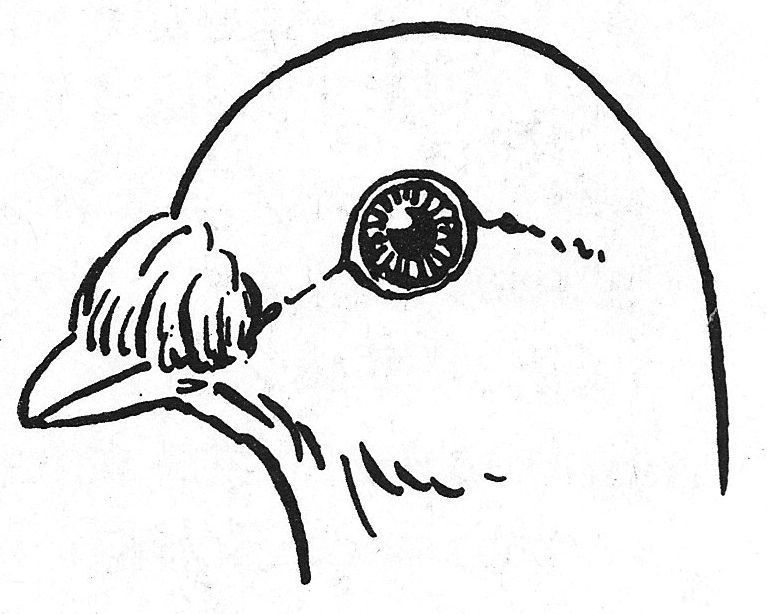
Schnabelnelke (Jean Bungartz, 1922)

Die Schnabelnelke ist ein an der Oberschnabelwurzel sitzender kreis- oder halbkreisförmiger Federwirbel. Sind keine weiteren Kopfstrukturen vorhanden, wird der halbkreisförmige Federwirbel auch Schnabelkuppe genannt. 
Die stark ausgeprägte Schnabelnelke der Bucharischen Trommeltaube heißt „Rose“. 
Durch fehlendes Stützgefieder unter der Schnabelnelke entstehen sogenannte „Hängenelken“, die in den jeweiligen Rassestandards als Fehler gewertet werden. „Stehnelken“ sind durch sehr starken Unterbau aufgerichtete Nelken. Auch sie werden in den meisten Rassetaubenstandards als Fehler gewertet. Ausnahmen sind Usbekische und Chinesische Tümmler. 

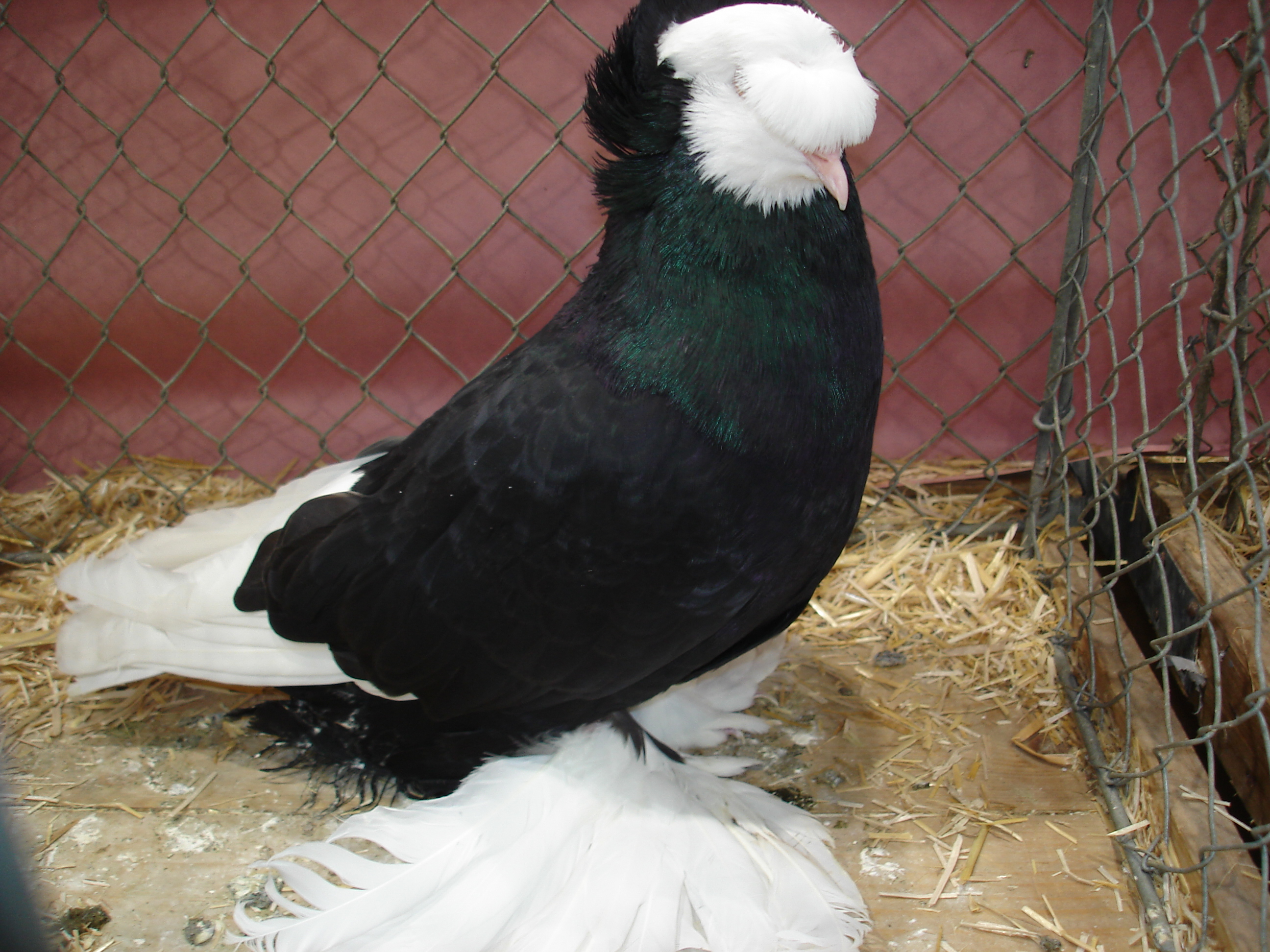
Bernburger Trommeltaube mit Schnabelkuppe
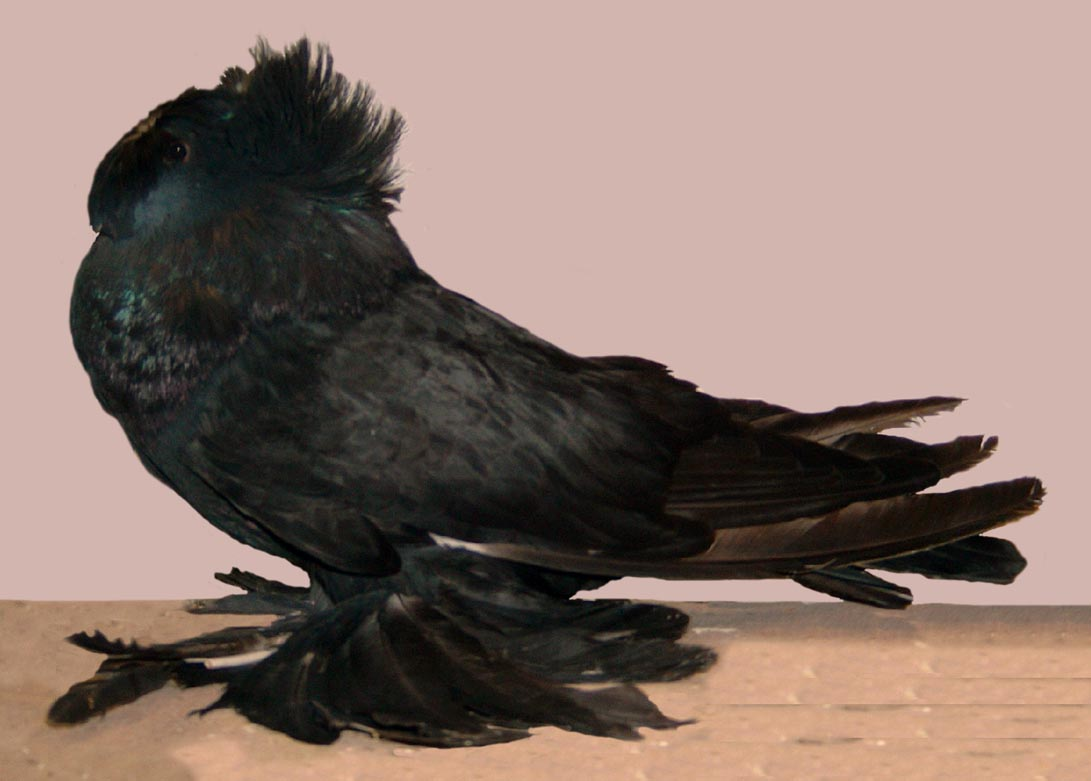
Bucharische Trommeltaube mit Rose
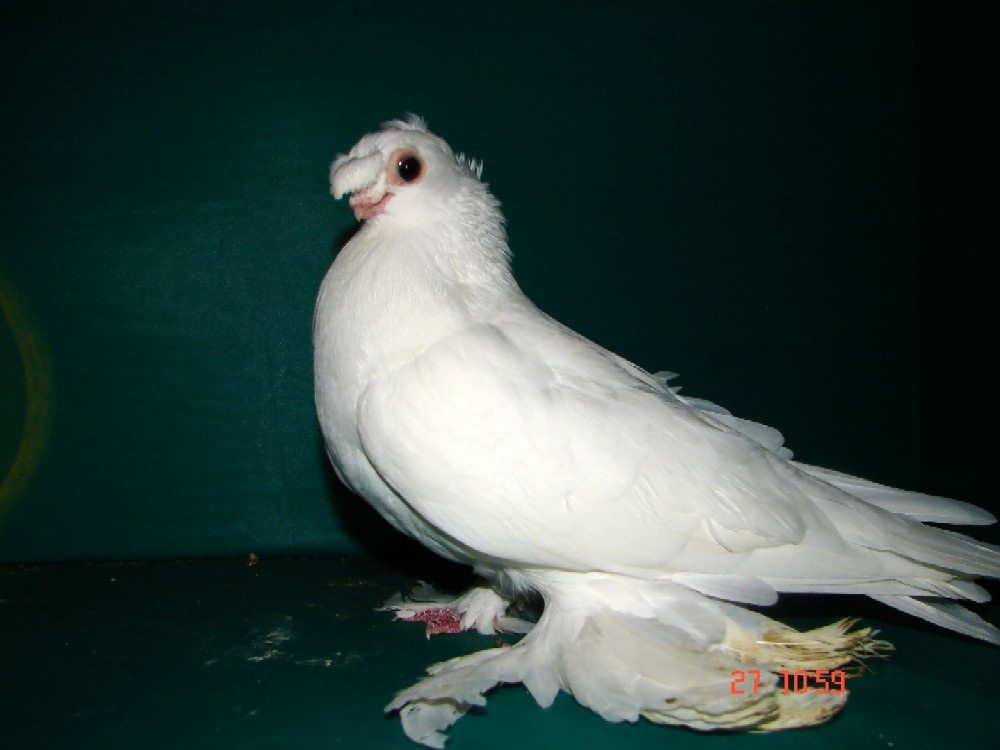
Usbekischer Tümmler mit Stehnelke

## Nachweise
- Schnabelkuppe, Schnabelnelke, in: Joachim Schütte: Handbuch der Taubenrassen. Die Taubenrassen der Welt. 1994, ISBN 978-3-9801504-4-6 (Fachausdrücke).
- HK-Verlag: Tauben Lexikon, 13. Juli 2009, abgerufen am 17. November 2012 (Hängenelke, Rose, Schnabelnelke, Schnabelkuppe, Stehnelke).